# Pomnik Mrongowiusza
Pomnik Mrongowiusza – pomnik kaznodziei, filozofa, nauczyciela, językoznawcy, obrońcy polskości Krzysztofa Celestyna Mrongowiusza, znajdujący się w Gdańsku Oliwie.
Pomnik odsłonięto 20 czerwca 2009 na terenie Kampusu Oliwa, przed Biblioteką Główną Uniwersytetu Gdańskiego. W 2007 roku prof. Andrzej Ceynowa, w latach 2002–2008 rektor Uniwersytetu Gdańskiego, ustanowił Nagrodę „Nauczyciel Roku” im. Krzysztofa Celestyna Mrongowiusza oraz poparł inicjatywę stworzenia pomnika, autorem którego jest gdański rzeźbiarz Giennadij Jerszow, oraz gdański architekt Andrzej Szymański, z którym artysta współpracuje od lat. Monument wykonany w brązie przedstawia stojącą postać uczonego.